# Laura Lafargue

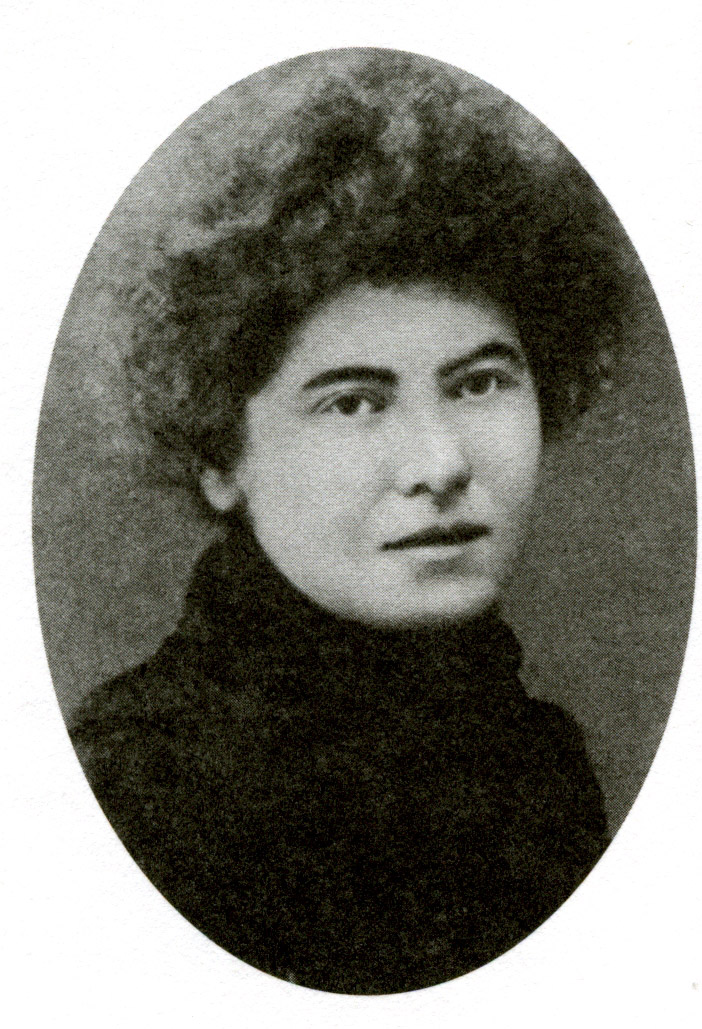
Laura Marx, 1879

Laura Marx. Fotografie von G. P. Wright Dezember 1863

Jenny Laura Lafargue geborene Marx (* 26. September 1845 in Brüssel; † 26. November 1911 in Draveil bei Paris) war die zweitälteste Tochter von Jenny und Karl Marx und Ehefrau des Sozialisten Paul Lafargue. Ihre Geschwister waren Jenny Longuet und Eleanor Marx.

## Leben

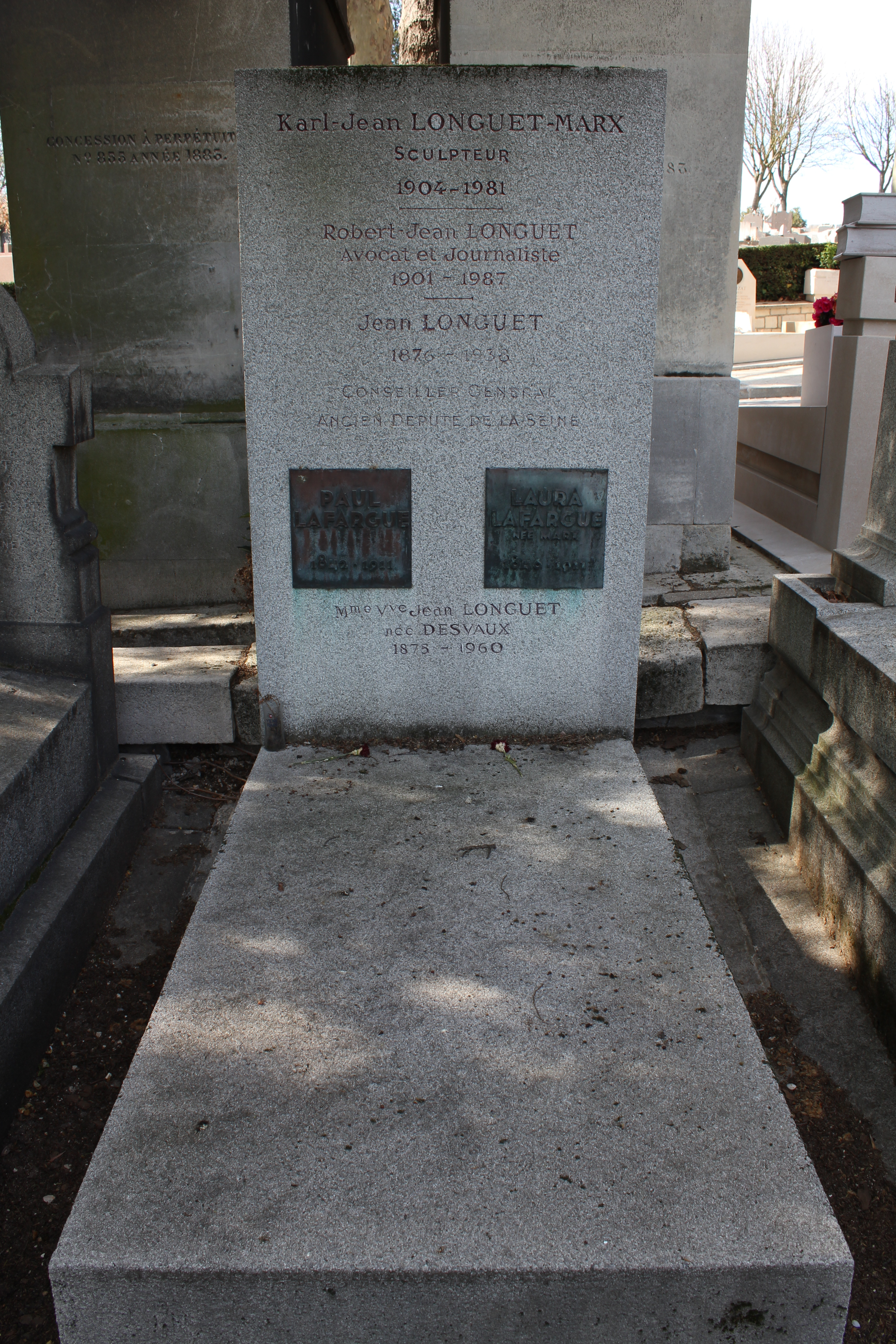
Grab von Paul und Laura Lafargue auf dem Friedhof Père-Lachaise

Laura Marx besuchte das South Hampstead College, da zu ihrer Zeit Frauen der Besuch einer Universität verwehrt wurde.
Am 2. April 1868 heiratete sie in London den aus Kuba stammenden Sozialisten und Medizinstudenten Paul Lafargue. Trauzeuge war Friedrich Engels. Nach dem Fall der Pariser Kommune ging die Familie, die ihren Wohnsitz in Paris hatte, nachdem sie zunächst nach Bagnères-de-Luchon in die Pyrenäen geflohen war, nach Spanien und England ins Exil, bevor Laura und Paul Lafargue 1882 nach Frankreich zurückkehren durften. Alle drei Kinder des Ehepaares (das erste hieß Charles Etienne) starben in diesen Jahren. Laura Lafargue war sprachbegabt und übersetzte Werke ihres Vaters ins Französische.
Laura und Paul Lafargue nahmen sich in der Nacht vom 25. auf den 26. November 1911 nach einem Opernbesuch gemeinsam das Leben. Sie wurden auf dem Pariser Friedhof Père-Lachaise begraben.

## Eintragung in dasConfession bookihrer Schwester Jenny
Laura trug sich 1865 folgendermaßen ein:
| Meine Lieblingstugend (My favourite vi(rtue))       | Wahrhaftigkeit (Truth) |            |        |
| … Eigenschaft beim Mann (… in man)                  | Gerechtigkeit (Justice) |            |        |
| … bei der Frau (… in woman)                         | Mitleid (Mercy) |            |        |
| Dein Hauptcharakterzug (Your chief characteristic)  | Unentschlossenheit (Irresolution)                                                                                           |            |        |
| Deine Auffassung vom Glück (Your idea of happiness) | Die Gewissheit geliebt zu werden (The consciousness of beeing loved)                                                        |            |        |
| … Unglück (… misery)                                | Selbstverachtung (Selfcontempt)                                                                                             |            |        |
| Laster, das Du entschuldigst (The vice you excuse)  | in den Tag träumen (Daydreaming)                                                                                            |            |        |
| … verabscheust (… you detest)                       | Heuchelei (Cant) |            |        |
| Deine Abneigung (Your aversion)                     | [nicht beantwortete Frage]                                                                                                  |            |        |
| Lieblingsbeschäftigung (Favourite occupation)       | Lesen (Reading) |            |        |
| Lieblingsdichter (Poet)                             | Shakespeare (Shakespeare)                                                                                                   |            |        |
| Lieblingsprosaautor (Prose writer)                  | Cervantes (Cervantes) |            |        |
| Held (Hero)                                         | Shelley (Shelley) |            |        |
| Lieblingsblume (flower)                             | Rose (Rose) |            |        |
| Lieblingsfarbe (Colour)                             | Blau (Azure) |            |        |
| Lieblingsnamen (Names)                              | <Paul> Barry, Percy, Edward and Charles                                                                                     |            |        |
| Maxime (Favourite maxim)                            | Sich selbst erkennen („Know thyself“)                                                                                       |            |        |
| … und Motto (… and motto)                           | Magna est veritas et prevalebit (nach Tertullian, Adversus Praxean 26) Deutsch: Groß ist die Wahrheit, und sie wird siegen. | Laura Marx | (1865) |

## Schriften
- Ein Gruß aus Frankreich. In: Arbeiterinnen-Zeitung, Wien 1. Januar 1892.
- Laura Lafargue, Eleanor Marx – Aveling: Briefe und Schriften von Karl Marx. In: Die Neue Zeit, XIV. Jg. 1. Band. 1895/96, S. 121. Digitalisat
- Friedrich Engels: Contributions à l’Histoire du Christianisme primitif. In: Devenir social. April und Mai 1895.
- Karl Marx / Friedrich Engels: Manifeste du parti communiste. (Traduction de Laura Lafargue). V. Giard et E. Brière, Paris 1897. Digitalisat Gallica
- Karl Marx (i. e. Friedrich Engels): Révolution et contre-révolution en Allemagne. Trad. par Laura Lafargue. V. Giard et E. Brière, Paris 1900. (Bibliothèque socialiste internationale 6) Digitalisat Gallica
- Friedrich Engels: Religion, philosophie, socialisme. Trad. par Paul & Laura Lafargue. Jacques, Paris 1901 (Bibliothèque d’études socialistes 8) Digitalisat Gallica
- Karl Marx: Un discours inédit de Marx. In: Le Socialisme. Paris Nr. 18. 15. März 1908.
- Karl Marx: Contribution à la critique de l’économie politique. Traduit sur la 2e édition allemande de Karl Kautsky par Laura Lafargue. V. Giard et E. Brière, Paris 1909. (Bibliothèque socialiste internationale 11) Digitalisat Gallica

## Verfilmungen
Die Kindheit Lauras und ihrer Schwestern schildert der 1968 entstandene Film Mohr und die Raben von London. Laura Marx wird gespielt von Marina Propp. Der Suizid von Paul und Laura Lafargue ist einer der Handlungsstränge in Sergei Jutkewitschs Film Lenin in Paris (1981). Laura wird hier von Antonina Maximowa (Die Ballade vom Soldaten) gespielt.

## Hörspiel
Der Selbstmord Laura Lafargues und ihres Ehemanns ist Grundlage des Kriminalhörspiels Das Ende von Laura und Paul von Christoph Prochnow (Produktion DLR 2017). Der (suspendierte) Kriminalinspektor Cocu, der selber mit den Sozialisten sympathisiert, glaubt darin nicht an einen Suizid und versucht nachzuweisen, dass es sich um einen geschickt getarnten Doppelmord handelt.